# 西岡蓮太
西岡 蓮太（にしおか れんた、1999年4月11日 - ）は、日本の元男性シュートボクサー、キックボクサー。大阪府出身。龍生塾所属。第2代SB日本ライト級王者。KNOCK OUT64kg級トーナメント優勝。

## 来歴
5歳から極真空手を始めた。
2015年5月17日、高校2年生でプロデビュー、古賀健人に判定負け。
2018年9月15日、SHOOT BOXING 2018 act.4のSB日本ライト級（-62.5kg）王座決定戦で、SB日本スーパーフェザー級王者の村田聖明と対戦し、延長2回にもつれ込む接戦の末に2-1の判定勝ちを収め、王座の獲得に成功した。
2019年4月27日、SHOOT BOXING 2019 act.2のSHOOT BOXING vs REBELS 対抗戦で不可思と65.0kg契約で対戦し、判定勝ちを収めた。
2020年2月11日、KNOCK OUT CHAMPIONSHIP.1の無法島GP 64kg級トーナメントに出場。一回戦で小川翔、準決勝で鈴木千裕、決勝戦でバズーカ巧樹から勝利を収め、トーナメント優勝を果たした。
2023年4月2日、自身のtwitterアカウントにて左手首の軟骨が変形し手術を行うと格闘技は続けられないと医師から宣告されたため格闘技から引退することを発表し、同年6月25日に引退セレモニーを行った。

## 戦績

### キックボクシング・シュートボクシング
| キックボクシング 戦績 | キックボクシング 戦績 | キックボクシング 戦績 | キックボクシング 戦績 | キックボクシング 戦績 | キックボクシング 戦績 | キックボクシング 戦績 |
| --------------------- | --------------------- | --------------------- | --------------------- | --------------------- | --------------------- | --------------------- |
| 26 試合               | (T)KO                 | 判定                  | その他                | 引き分け              | 無効試合              |                       |
| 20 勝                 | 6                     | 14                    | 0                     | 0                     | 0                     |                       |
| 6 敗                  | 2                     | 4                     | 0                     | 0                     | 0                     |                       |

| 勝敗 | 対戦相手       | 試合結果                          | 大会名                                                                               | 開催年月日     |
| ○    | 鈴木宙樹       | 3R終了 判定3-0                    | KNOCKOUT 2022 Vo.6                                                                   | 2022年10月16日 |
| ×    | 笠原弘希       | 2R 1:24 KO（左ボディ）            | SHOOT BOXING 2022 act.2 【SBライト級タイトルマッチ】                                 | 2022年4月10日  |
| ×    | 原口健飛       | 3R終了 判定0-3                    | RISE DEAD OR ALIVE 2020 YOKOHAMA 【RISE DEAD OR ALIVE 2020 -63kgトーナメント準決勝】 | 2020年10月11日 |
| ○    | バズーカ巧樹   | 3R終了 判定3-0                    | KNOCK OUT CHAMPIONSHIP.1 【無法島GP 64kgトーナメント決勝戦】                         | 2020年2月11日  |
| ○    | 鈴木千裕       | 3R終了 判定3-0                    | KNOCK OUT CHAMPIONSHIP.1 【無法島GP 64kgトーナメント準決勝】                         | 2020年2月11日  |
| ○    | 小川翔         | 3R+延長1R終了 判定2-1             | KNOCK OUT CHAMPIONSHIP.1 【無法島GP 64kgトーナメント一回戦】                         | 2020年2月11日  |
| ×    | 町田光         | 3R終了 判定0-3                    | SHOOT BOXING GROUND ZERO TOKYO 2019                                                  | 2019年12月3日  |
| ○    | マサ佐藤       | 3R終了 判定2-0                    | SHOOT BOXING 2019 act.4                                                              | 2019年9月28日  |
| ○    | 増井侑輝       | 3R終了 判定3-0                    | SHOOT BOXING 2019 act.3                                                              | 2019年6月23日  |
| ○    | 不可思         | 3R終了 判定3-0                    | SHOOT BOXING 2019 act.2 SHOOT BOXING vs REBELS 対抗戦 大将戦                         | 2019年4月27日  |
| ○    | 大月晴明       | 3R終了 判定3-0                    | SHOOT BOXING S-cup 65kg 世界 TOURNAMENT 2018                                         | 2018年11月18日 |
| ○    | 村田聖明       | 5R+延長2R終了 判定2-1             | SHOOT BOXING 2018 act.4 【SB日本ライト級王座決定戦】                                 | 2018年9月15日  |
| ○    | ポッシブルK    | 3R終了 判定3-0                    | SHOOT BOXING 2018 act.3                                                              | 2018年6月10日  |
| ×    | 敦YAMATO       | 3R終了 判定0-3                    | DEEP☆KICK 34 【DEEP☆KICK63kg級王座決定戦】                                           | 2017年12月17日 |
| ○    | 上田一哉       | 3R終了 判定3-0                    | SHOOT BOXING 2017 act.4                                                              | 2017年9月16日  |
| ○    | AKINORI        | 1R 1分52秒 TKO                    | DEEP☆KICK 33 【DEEP☆KICK63kg級王者決定トーナメント一回戦】                           | 2017年7月16日  |
| ○    | YUSHI          | 2R 2分01秒 KO（顔面へのヒザ蹴り） | SHOOT BOXING 2017 act.3                                                              | 2017年6月16日  |
| ○    | スーパーアンジ | 2R 3分00秒 TKO（左フック）        | SHOOTBOXING 2017 ヤングシーザー杯 in 花やしき act.2                                  | 2017年5月13日  |
| ○    | GG伊藤         | 3R終了 判定3-0                    | SHOOTBOXING 2017 ヤングシーザー杯act.1                                               | 2017年3月11日  |
| ○    | YUSHI          | 2R 1分07秒 KO（右ストレート）     | SHOOT BOXING OSAKA 2016 “ALPINISME vol.1”                                            | 2016年8月13日  |
| ○    | 吉田敢         | 2R 0分33秒 TKO                    | DEEP☆KICK30                                                                          | 2016年7月17日  |
| ○    | 文山祐輔       | 3R終了 判定3-0                    | HIGHSPEED EX                                                                         | 2016年5月22日  |
| ×    | 鈴木豊三       | KO                                | SHOOT BOXING YOUNG CEASER CUP CENTARL #15                                            | 2015年11月1日  |
| ○    | 樋沼朝光       | 3R終了 判定3-0                    | SHOOT BOXING 2015～SB30th Anniversary～ act.4                                        | 2015年9月19日  |
| ○    | 中井奏         | 2R 0分58秒 TKO（タオル投入）      | DEEP☆KICK 26                                                                         | 2015年7月26日  |
| ×    | 古賀健人       | 3R終了 判定0-3                    | SHOOT BOXING YOUNG CEASER CUP CENTARL #13                                            | 2015年5月17日  |

## 獲得タイトル
- 第2代SB日本ライト級王座
- KNOCK OUT 無法島GP 64kg級トーナメント優勝

## 入場テーマ曲
- 「OMW」（DIZZiNESS） - YDISSY